# Yang Shangkun
Yang Shangkun (Tongnan, 3 augustus 1907 – Peking, 14 september 1998) was een Chinese communistische militaire en politieke leider, president van de Volksrepubliek China van 1988 tot 1993 en een van de Acht Ouderlingen die de partij domineerden na de dood van Mao Zedong.

## Biografie
Yang, geboren in een welvarende familie van grondbezitters, studeerde politiek aan de Universiteit van Shanghai en marxistische filosofie en revolutionaire tactieken aan de Moskouse Sun Yat-sen Universiteit. Hij bekleedde vervolgens een hoge functie onder zowel Mao Zedong als later Deng Xiaoping; van 1945 tot 1965 was hij directeur van het Algemeen Bureau en van 1945 tot 1956 secretaris-generaal van de Centrale Militaire Commissie (CMC). In deze functies hield Yang toezicht op een groot deel van de dagelijkse leiding van regerings- en partijaangelegenheden, zowel politiek als militair, en vergaarde hij veel bureaucratische macht door zaken als de stroom van documenten, het bijhouden van gegevens en de goedkeuring van documenten te controleren. en toewijzing van middelen. Gezuiverd, gearresteerd en gevangengezet tijdens de Culturele Revolutie, bracht hij 12 jaar in de gevangenis door, maar maakte in 1978 een comeback, werd een belangrijke bondgenoot van Deng, diende als burgemeester van Guangzhou (1979-1981) en keerde terug naar de CMC als secretaris-generaal. en ook vice-voorzitter (1981-1989), voordat hij het presidentschap op zich nam.
Yang, een van de eerste voorstanders van de Chinese economische hervormingen, rechtvaardigde deze met verwijzingen naar Vladimir Lenin en het Nieuwe Economische Politiek. Hij verzette zich echter krachtig tegen elke vorm van politieke hervormingen en verdedigde, ondanks zijn eigen lijden tijdens de Culturele Revolutie, actief het imago en de staat van dienst van Mao. Samen met zijn halfbroer, generaal Yang Baibing, controleerde Yang Shangkun het Volksbevrijdingsleger gedurende de hele jaren tachtig en begin jaren negentig effectief. Ondanks zijn aanvankelijke aarzeling speelde hij een leidende rol bij het neerslaan van het Tiananmenprotest van 1989 en was hij feitelijk degene die de operaties plande en toezicht hield op het ontruimen van het plein en de omliggende straten. De ondergang van Yang kwam in 1993, toen hij faalde in zijn pogingen om het nieuwe leiderschap van Jiang Zemin te ondermijnen en de controle over de PLA te behouden, en hij werd gedwongen met pensioen te gaan door een coalitie van partijleiders, waaronder Deng zelf.
- CiNii: DA11771986
- Gemeinsame Normdatei: 1162446102
- International Standard Name Identifier: 0000 0000 6347 0633
- Library of Congress Control Number: n83171875
- National Archives and Records Administration: 10568451
- Nationale Bibliotheek van Tsjechië: xx0210928
- Nationale bibliotheek van Australië: 36622047
- Nederlandse Thesaurus van Auteursnamen: 148945899
- SNAC: w6gf2kf8
- Système universitaire de documentation: 188979131
- Trove: 1337589
- Virtual International Authority File: 18602139
- WorldCat: E39PBJhmJtDQQcDPHBTk3XgBT3